# Fade to Black
"Fade to Black" är en låt av heavy metal-bandet Metallica. Låten återfinns på albumet Ride the Lightning från 1984.
Låten skrevs efter att bandet blivit bestulet på i princip all sin utrustning.